# Kozica (Czarnogóra)
Kozica (cyr. Козица) – wieś w Czarnogórze, w gminie Pljevlja. W 2011 roku liczyła 142 mieszkańców.